# Johan Verstrepen
Johan Verstrepen, né le 21 octobre 1967 à Herentals, est un coureur cycliste belge, professionnel de 1990 à 2006. Entre 2014 et 2015, il est directeur sportif de l'équipe Vastgoedservice-Golden Palace.

## Palmarès et résultats

### Palmarès amateur
- 1986
  - 3e du championnat de Belgique sur route juniors
- 1987
  - Vaux-Eupen-Vaux
- 1988
  - 2e étape du Tour de la province de Liège
  - 3e du Circuit du Hainaut
- 1989
  - 3e étape du Circuit franco-belge
  - Tour du Hainaut occidental :
    - Classement général
    - 1reb étape

  - 2e de l'Internatie Reningelst
  - 3e du championnat de Belgique du contre-la-montre amateurs

### Palmarès professionnel
| - 1992 - 2e de la Flèche hesbignonne - 1993 - 2e du Boland Bank Tour - 1994 - Grand Prix Raf Jonckheere - 2e du Grand Prix Jef Scherens - 1995 - 2e du Samyn - 1996 - 2e de la Coupe Sels - 2e du championnat des Flandres | - 1998 - 2e du Grand Prix Jef Scherens - 3e du Grand Prix Beeckman-De Caluwé - 1999 - 3e étape de l'Étoile de Bessèges - 2006 - 2e de la Flèche hesbignonne |

### Résultats sur les grands tours

#### Tour de France
2 participations
- 1999 : abandon (12e étape)
- 2001 : 130e

#### Tour d'Italie
2 participations
- 2003 : 94e
- 2004 : 94e

#### Tour d'Espagne
2 participations
- 1992 : 135e
- 2002 : abandon (11e étape)

## Classements mondiaux
| Année         | 2006 |
| ------------- | ---- |
| UCI Asia Tour | 226e |